# Sovětský svaz na Velké ceně Intervize
Sovětský svaz se podle dostupných informací účastnil hudební soutěže Intervize v osmi ročnících od roku 1965 do roku 1980. Země zvítězila dvakrát, poprvé v roce 1978 s písní Ally Pugačové s názvem Всё могут короли a poté v roce 1980 s písní Nikolaje Gnatjuka s názvem На встречу осени. 

## Výsledky
| Rok  | Interpret        | Píseň                                    | Jazyk   | Počet bodů | Umístění |
| ---- | ---------------- | ---------------------------------------- | ------- | ---------- | -------- |
| 1965 | ?                | ?                                        | ?       | ?          | ?        |
| 1966 | Muslim Magomajev | Не спеши (Nespěchej)                     | ruština | ?          | ?        |
| 1966 | Muslim Magomajev | Песня о Братиславе (Píseň o Bratislavě)  | ruština | ?          | ?        |
| 1967 | Vadim Mulerman   | Атомный век (Doba atomová)               | ruština | ?          | ?        |
| 1968 | Gjulli Čochelli  | Поздно (Pozdě)                           | ruština | ?          | ?        |
| 1977 | Roza Rymbajeva   | Озарение (Porozumění)                    | ruština | 38         | 6.       |
| 1977 | Roza Rymbajeva   | Стада (Stáda)                            | ruština | 38         | 6.       |
| 1977 | Vladimir Migulja | Ave Maria (Zdrávas Mária)                | latina  | 24         | 11.      |
| 1977 | Vladimir Migulja | Победа жить (Vítězství žít)              | ruština | 24         | 11.      |
| 1978 | Alla Pugačová    | Всё могут короли (Vše mohou králové)     | ruština | 88         | 1.       |
| 1979 | Jaak Joala       | Подберу музыку (Vezmu hudbu)             | ruština | 56         | 4.       |
| 1980 | Nikolaj Gnatjuk  | На встречу осени (Na setkání s podzimem) | ruština | 30         | 1.       |
| 1980 | Naděžda Čepraga  | Хора мира (Hora světa)                   | ruština | 19         | 5.       |